# Anoplophora irregularis
Anoplophora irregularis är en skalbaggsart som först beskrevs av Aurivillius 1924.  Anoplophora irregularis ingår i släktet Anoplophora och familjen långhorningar. Inga underarter finns listade i Catalogue of Life.